# Astrup Kirke (Aarhus Kommune)
 For alternative betydninger, se Astrup Kirke. (Se også artikler, som begynder med Astrup Kirke)
Astrup Kirke ligger på en bakke øst for Solbjerg i Astrup Sogn i Ning Herred (Århus Stift).

## Galleri
- Granitportal i Astrup Kirke
- Kalkmalerier i Astrup Kirke
- Astrup Præstegård er nabo til kirken

## Eksterne kilder og henvisninger
- Astrup Kirke Arkiveret 31. januar 2011 hos  Wayback Machine hos nordenskirker.dk
- Astrup Kirke hos KortTilKirken.dk
- Astrup Kirke hos danmarkskirker.natmus.dk (Danmarks Kirker, Nationalmuseet)

- Wikimedia Commons har flere filer relateret til Astrup Kirke (Aarhus Kommune)